# Barry Burton
Barry Burton est un personnage de la série Resident Evil créée par Capcom.
Il mesure 1,86 m pour 89,3 kg.
Barry est marié et a deux filles : Moira et Polly.
Barry Burton est né en 1960. Il travaille tout d'abord pour le SWAT de New York. En 1997, il entre dans l'unité des STARS de Raccoon City, sous les ordres d'Albert Wesker, au sein de l'équipe Alpha. Il occupe le poste de spécialiste de l'armement. Son arme préférée est un 357 Magnum qu'il a lui-même personnalisé, baptisé « Handcannon ». Son expérience et sa connaissance poussée des armes pourrait, à terme, lui permettre de devenir le numéro 2 des STARS et donc diriger l'équipe Bravo.
Il est l'un des cinq survivants des événements du 24 juillet 1998 lors desquels il a sauvé Jill Valentine à de nombreuses reprises dans le manoir Spencer.
Dans le jeu, Barry est le personnage qui accompagne Jill Valentine dans son scénario (l'équivalent de Rebecca Chambers pour Chris Redfield). Barry voit sa famille menacée par Umbrella corporation, sous les ordres d'Albert Wesker : sa mission est alors de conduire ses compagnons jusqu'au Tyran.
Au dernier instant, Barry reprend ses esprits pour se ranger du bon côté, rongé par la culpabilité. 
Pendant le jeu, il aide Jill tout au long du scénario (de façon plus ou moins louche, puisqu'on comprend vite que Barry la suit dans le manoir), et lui laisse quelquefois des munitions et des soins. C'est finalement lui qui permet à Jill de se débarrasser de Wesker avant l'affrontement final.
Durant Resident Evil 3, il met un terme au second cauchemar de Jill et de Carlos Oliveira en allant les chercher en hélicoptère (fin B).
Il cofondera, notamment avec Chris, Jill et Rebecca, le BSAA, une organisation visant à éliminer la société pharmaceutique Umbrella corporation et les horreurs qu'elle a créées. Actuellement, on ne sait pas ce qu'il est advenu de Barry par la suite, mais on est en droit de penser qu'il continue la lutte contre Wesker, avec ses amis.
Dans Resident Evil: Revelations 2 il est jouable et il rencontre la petite Natalia Korda qui lui tient compagnie. Il tente de retrouver sa fille Moira et il est confronté à Alex Wesker. A la fin, lui et sa famille ont une nouvelle fille de famille nommée Natalia Korda qui est la nouvelle sœur de Moira et de Polly.

## Apparition
Il apparaît dans sept jeux de la série :
- Resident Evil sur PlayStation, Saturn et Nintendo DS
- Resident Evil 3: Nemesis sur PlayStation et sur Dreamcast
- Resident Evil Gaiden sur Game Boy Color
- Resident Evil  sur Gamecube et Nintendo Wii
- Resident Evil 5 Gold Edition sur PlayStation 3 et Xbox 360 en tant que personnage spécial dans le mode « Réunion des mercenaires »
- Resident Evil The Mercenaries 3D sur Nintendo 3DS
- Resident Evil: Revelations 2 sur PS3, PS4, Xbox 360, Xbox One, Nintendo Switch et PC

## Adaptation cinématographique
Dans l'adaptation cinématographique de Paul W. S. Anderson, Barry sera le second commandant de la résistance contre Umbrella Corporation, après Leon S. Kennedy, contrairement au jeu et à ce que pourrais laisser croire sa tenue Barry n'a pas fait partie des STARS, il est joué par Kevin Durand.
Il apparait dans Resident Evil Retribution, en compagnie de Leon S. Kennedy et d'autres protagonistes des autres films pour sauver Alice Abernathy ; il se sacrifiera pour permettre au groupe de sortir du complexe d'Umbrella alors que Jill Valentine, possédée par la Reine rouge, les traque.